# Hit by Pitch

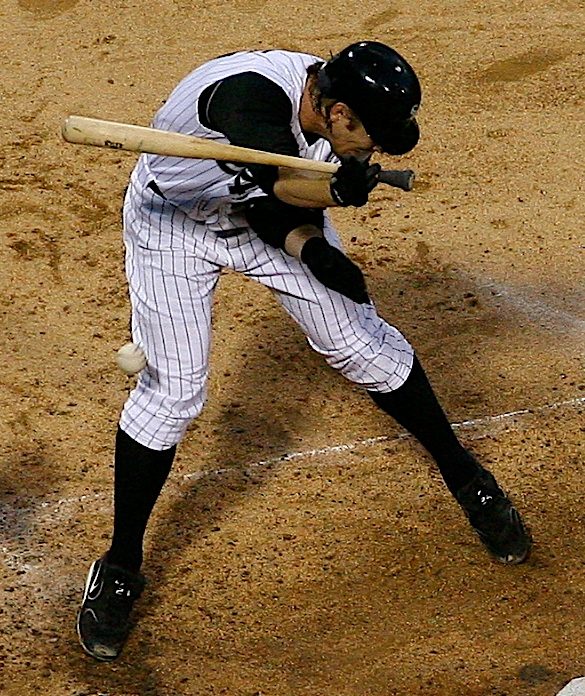
Joe Crede von den Chicago White Sox nach einem Hit by Pitch.

Hit by Pitch (HBP) ist ein Fachausdruck aus dem Baseball. Ein Hit by Pitch liegt dann vor, wenn der Pitcher den Schlagmann mit dem Ball am Körper trifft. 

## Statistik
In der Baseballstatistik bezeichnet die Abkürzung „HBP“ die Summe aller Würfe, bei der ein Schlagmann von einem Ball getroffen wurde. In der Statistik der Pitcher hingegen taucht die Abkürzung „HB“ (Hit Batsman) auf, die angibt, wie oft der Pitcher einen Schlagmann getroffen hat.
In der Statistik wird dem Schlagmann, wenn er getroffen wurde, kein at bat angerechnet, allerdings wird ihm ein RBI (run batted in) zugesprochen, wenn zum Zeitpunkt des „Hit by Pitch“ alle Bases belegt sind.

## Voraussetzungen für einen Hit by Pitch
Die vier Voraussetzungen, damit der Wurf als Hit by Pitch gewertet wird sind:
- Der Schlagmann oder seine Ausrüstung (außer dem Baseballschläger) werden vom Ball getroffen.
- Der Treffer muss außerhalb der Strike Zone erfolgt sein.
- Der Schlagmann darf nicht mit dem Schläger nach dem Ball geschwungen haben.
- Der Schlagmann muss versucht haben, dem Wurf auszuweichen, oder aber er war nach Ansicht des Schiedsrichters chancenlos, dem Wurf auszuweichen.

## Folgen des Hit by Pitch
Immer, wenn der Schlagmann vom gepitchten Ball getroffen wird, ist der Ball „tot“.
Der Schlagmann wird durch den HBP automatisch zum Baserunner und kann ohne Hit auf die erste Base gehen.

## Taktischer Nutzen des Hit by Pitch
Das sogenannte „inside pitching“ ist eine legale und häufig zu sehende Taktik beim Baseball. Der Pitcher versucht durch Würfe nah am Körper des Schlagmanns unterhalb des Kinns diesen möglichst weit von der Home Plate fernzuhalten.
Trotz alledem ist das absichtliche Werfen auf einen Schlagmann verboten und kann zudem sehr gefährlich sein. Ist der Umpire der Ansicht, dass der Hit by Pitch absichtlich erfolgte, so wird eine Verwarnung an den Pitcher und die Manager beider Teams ausgesprochen. Von diesem Zeitpunkt an kann jeder erneute Hit by Pitch zu einem sofortigen Spielverweis für Pitcher und Manager führen. Ein Wurf direkt auf den Kopf des Schlagmanns, ein sogenannter „beanball“, kann zum sofortigen Spielverweis ohne Verwarnung für den Pitcher führen und eine längere Sperre nach sich ziehen.
Manche Pitcher werfen mit Absicht auf den Schlagmann, wenn dieser sich unsportlich oder rüde verhält oder wenn dieser einen besonders guten Tag hat. Selbstverständlich versuchen die Pitcher es so aussehen zu lassen, als ob der Wurf ihnen aus Versehen außer Kontrolle geraten ist. Häufig revanchiert sich das Team des Schlagmannes dadurch, dass später ein Pitcher des Teams umgekehrt ebenfalls einen Schlagmann des Gegners trifft. Solche „Spielchen“ geraten allerdings ab und zu außer Kontrolle, so dass es etwa zu einem Charging the Mound oder ähnlichem kommt, was meist zu vielen Spielverweisen führt.
Derartige Duelle und „Racheakte“ kommen in den Major Leagues deutlich häufiger in der National League als in der American League vor, da die Pitcher der National League auch selber als Schlagmann antreten müssen, was in der American League nicht der Fall ist. Dadurch sind die Pitcher, die den absichtlichen Hit by Pitch geworfen haben, ein ideales Ziel für eine Revanche. Der absichtliche Hit by Pitch auf einen gegnerischen Schlagmann gilt als Bruch der Baseball-Etikette.

## Verschiedenes
Den Rekord für den am häufigsten von einem Pitch getroffenen Schlagmann hält Hughie Jennings, ein Spieler des 19. Jahrhunderts, der in den 17 Jahren seiner Karriere 287 mal getroffen wurde. Den Rekord des modernen Baseball hält Craig Biggio von den Houston Astros mit 281 HBP.
Bis heute verstarb nur ein einziger Major-League-Baseball-Spieler an den Folgen eines Hit by Pitch. Ray Chapman von den Cleveland Indians wurde im August 1920 von Carl Mays am Kopf getroffen und erlag den Folgen der Verletzung.